# Göygöl (raion)
Göygöl est un raion de l'Azerbaïdjan. La région est  l'une des 78 subdivisions de l'Azerbaïdjan.

## Histoire
Goygol (en azéri: Göygöl) est un rayon du nord-ouest de l'Azerbaïdjan. Anciennement connu sous le nom de Khanlar, la région a été rebaptisée "Goygol" du nom du lac Goygol, le célèbre « Lac Bleu », par décision du Parlement d'Azerbaïdjan, le 25 avril 2008. Le centre administratif du rayon est la ville de Goygol,.
La ville de Goygol a été fondée en 1819 sous le nom de Helenendorf (en allemand) et a été rebaptisée Khanlar (Xanlar) en 1938.
Le rayon a été créé en 1930 sous le nom de Khanlar. Le rayon de Goygol couvre maintenant une superficie de 1 030 km2 et compte 60890 habitants. La ville de Goygol est la plus grande ville. Les villages importants sont: Baltchili, Gouchgara, Tchayli, Molladalilli et Topalhassanli,.

## Géographie
La région de Goygol est située dans la zone montagneuse à l’ouest de la République d’Azerbaïdjan. La région borde la ville de Ganja et la région de Samukh au nord, la région de Goranboy à l'est, la région de Kelbadjar au sud, la région de Dachkessan au sud-ouest  et le district de Shamkir à l'ouest,.
La région occupe 916,7 km2.

### Rivières
- Kuraktchay
- Ganjatchay
- Gochhartchay [3]

### Lacs

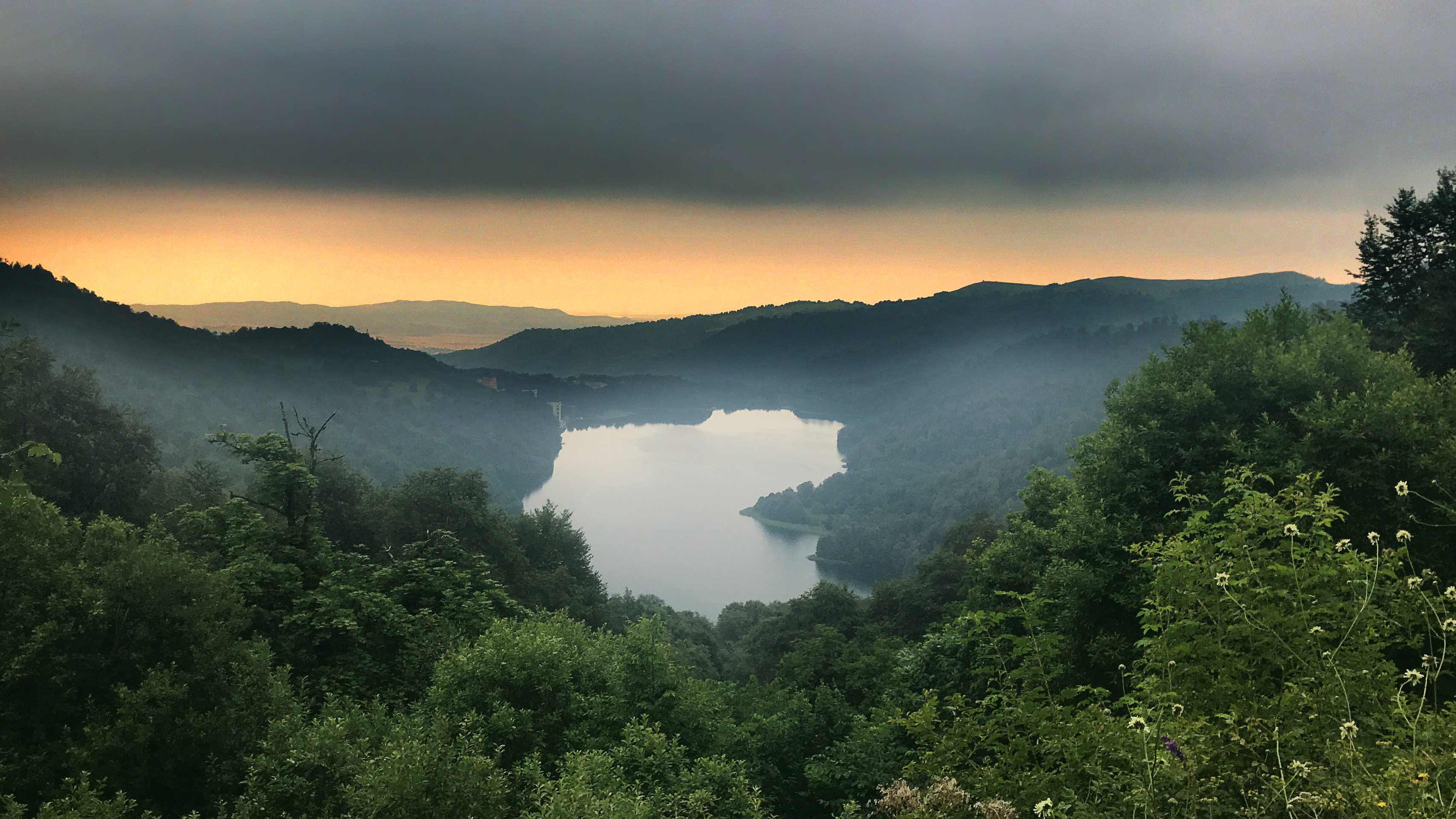
Le lac Göygöl en juillet 2018.

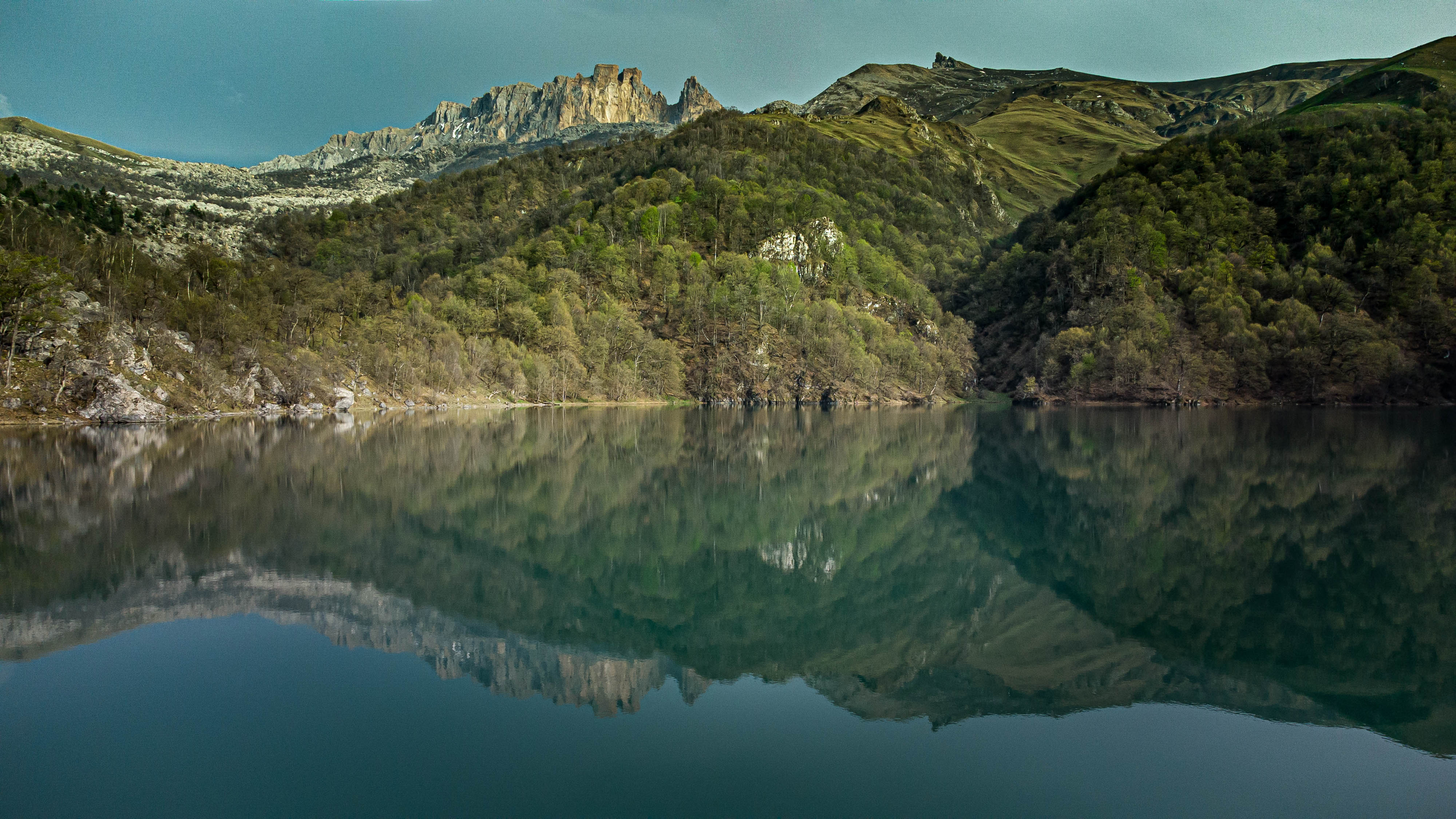
Le lac Maralgol et le mont Kapaz en Göygöl. Avril 2022.

- Goy-gol ou lac Göygöl
- Maral-gol
- Zali-gol
- Agh-gol
- Chamli-gol
- Ordak-gol
- Djeyran-gol
- Gara-gol [3]

## Population
La population du rayon de Goygol est de 60.890.
| Groupe ethnique | 1999       | 1999    | 2009       | 2009    |
| Groupe ethnique | Population | %       | Population | %       |
| Total           | 53 266     | 100.00% | 57 191     | 100.00% |
| Azéris          | 51 950     | 97.53%  | 57 071     | 99.79%  |
| Kurdes          | 123        | 0.23%   | 34         | 0.06%   |
| Russes          | 95         | 0.18%   | 33         | 0.06%   |
| Talych          | 1          | 0.00%   | 5          | 0.01%   |
| Lezghiens       | 2          | 0.00%   | 5          | 0.01%   |
| Arméniens       | 8          | 0.02%   | 5          | 0.01%   |
| Turcs           | 999        | 1.88%   | ...        | ...     |
| Ukrainiens      | 34         | 0.06%   | ...        | ...     |
| Tatars          | 10         | 0.02%   | ...        | ...     |
| Autres          | 44         | 0.08%   | 38         | 0.07%   |

## Parc national de Goygol
Article détaillé : Parc national de Göygöl.
Le parc national de Göygöl est créé en 2008, autour du lac Göygöl, le « lac bleu ». Le prédécesseur du parc national de Goygol à l'époque soviétique était la « réserve d'État GoyGol » créée en 1925. Le parc national de Goygol est situé à l'est de l'Azerbaïdjan. La zone de Göygöl est presque entièrement couverte de forêts et possède une flore riche avec plus de 420 espèces végétales, dont 20 sont endémiques à la région. Il a également une faune riche, avec des mammifères tels que les ours bruns, le cerf rouge du Caucase, le chevreuil, le lynx, etc. et les oiseaux tels que le lammergeyer, le corbeau, la perdrix de montagne.

## Économie
L'activité principale est l'agriculture. Le vin, les fruits et légumes sont produits et l'élevage est pratiqué à plus petite échelle.

## Villes
La ville principale du rayon de Goygol est Goygol.

### Villages
| Agsou      | Djumchudlu    | Daralayaz     |
| Almadatli  | Tchaykend     | Dozoular      |
| Achigli    | Tchayli       | Azguili       |
| Baltchili  | Tchitchakli   | Firouzabad    |
| Bahrambay  | Danayer       | Goytchakand   |
| Gurzalilar | Hatchagaya    | Khassabag     |
| Khagani    | Karamli       | Kochku        |
| Garaboulag | Guirikhli     | Guizildja     |
| Gouchgara  | Molladjalilli | Mikhaylovka   |
| Nadel      | Sarisou       | Sahriyar      |
| Panahlilar | Sarkarli      | Samadli       |
| Tulallar   | Topalhassanli | Toghana       |
| Utchtapa   | Yalguichlag   | Yeni Guizilca |
| Yeni Zod   | Zurguece      |               |

### Municipalités
Il y a 30 municipalités dans le rayon:
- La municipalité de Goygol - couvre Goygol et la colonie de Gyzylgaya
- La municipalité de Hadjymelik couvre le village de Galdymelik
- La municipalité de Topalhassanli couvre le village de Topalhassanli
- La municipalité de Molladjalilli couvre le village de Molladjalilli
- Municipalité de Khagani - couvre le village de Khagani
- La municipalité de Tulallar - couvre le village de Tulallar
- La municipalité de Tchhaykend - couvre le village de Tchaykend
- La municipalité de Baltchyli - couvre le village de Balchyli
- Municipalité de Nadil - couvre le village de Nadil
- La municipalité de Gyrygly - couvre les villages de Gyrygly, Hatchagaya et Sarkar
- La municipalité de Jumchudlu - couvre le village de Jumchudlu
- La municipalité de Gizildja - couvre les villages de Gizildja, Danayeri et Yalgychlag
- La municipalité d'Achigly - couvre le village d'Achigly va Kechku
- Municipalité de Guchgara - couvre les villages de Guchgara, Bahramkand, Samadli
- La municipalité d'Alimadatli - couvre le village d’Alimadatli
- La municipalité d'Utchtapa - couvre le village d'Utchtapa et le village de Firuzabad
- La municipalité de Togana - couvre les villages de Togana et Azguilli
- La municipalité de Chahriyar - couvre le village de Chahriyar
- La municipalité de Keremli - couvre le village de Keremli
- La municipalité de Zurnabad - couvre le village de Zurnabad, les villages d'Achagi Zurnabad et de Ganja
- La municipalité Utchboulag - couvre le village Utchboulag
- La municipalité de Sarysou - couvre le village de Sarysou
- La municipalité de Garaboulag - couvre le village de Garaboulag
- La municipalité de Gouchchou - couvre le village de Gouchchou
- La municipalité de Tchhayly - couvre le village de Tchayli
- La municipalité de Panahlılar - couvre le village de Panahlılar
- La municipalité de Dozular -  couvre le village de Dozular
- La municipalité de Yeni Zod - couvre le village de Yeni Zod
- La municipalité de Mikhailovka - couvre le village de Mikhailovka
- La municipalité de Goytchakend - couvre le village de Goytchakend

## Galerie

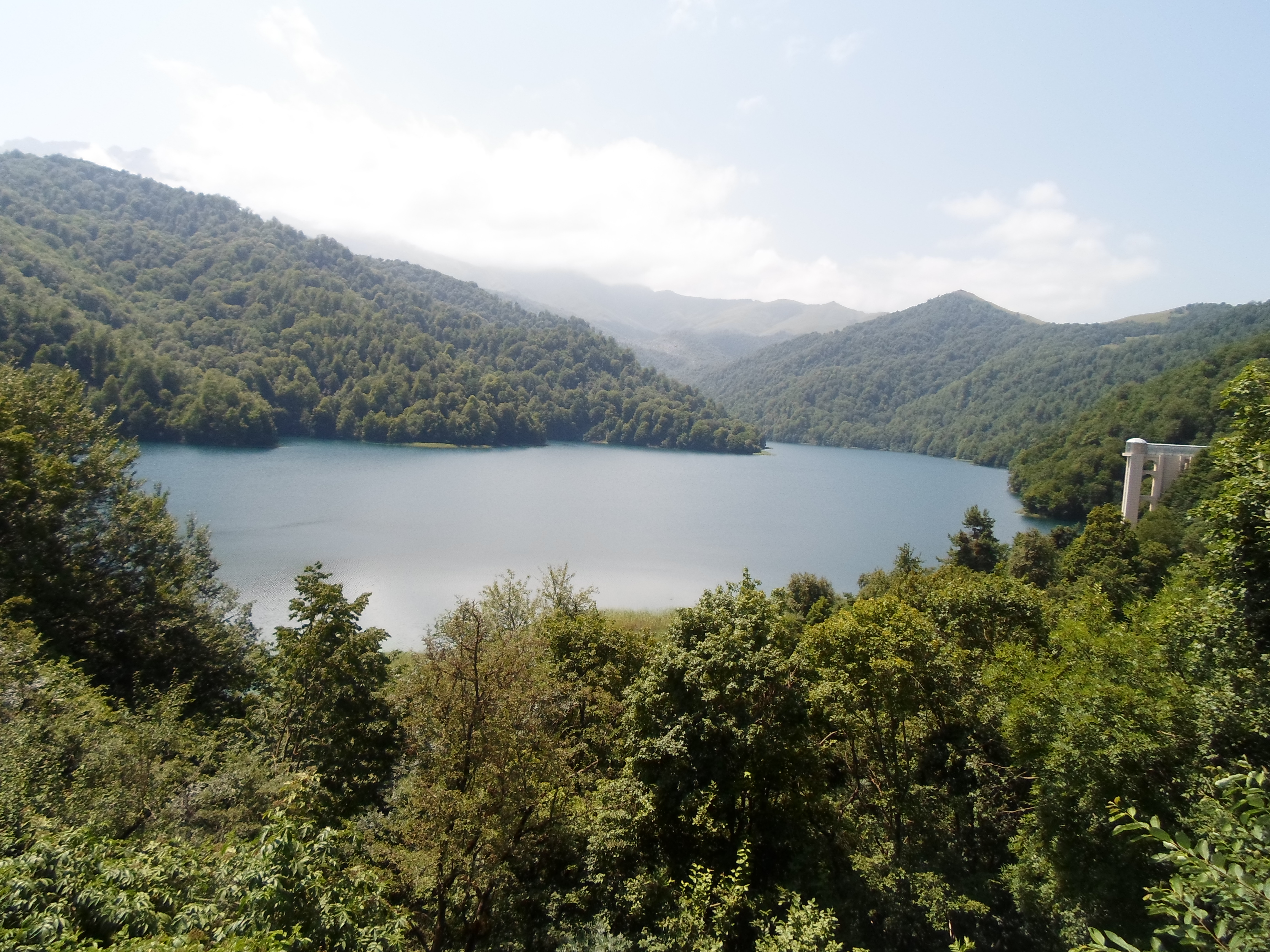
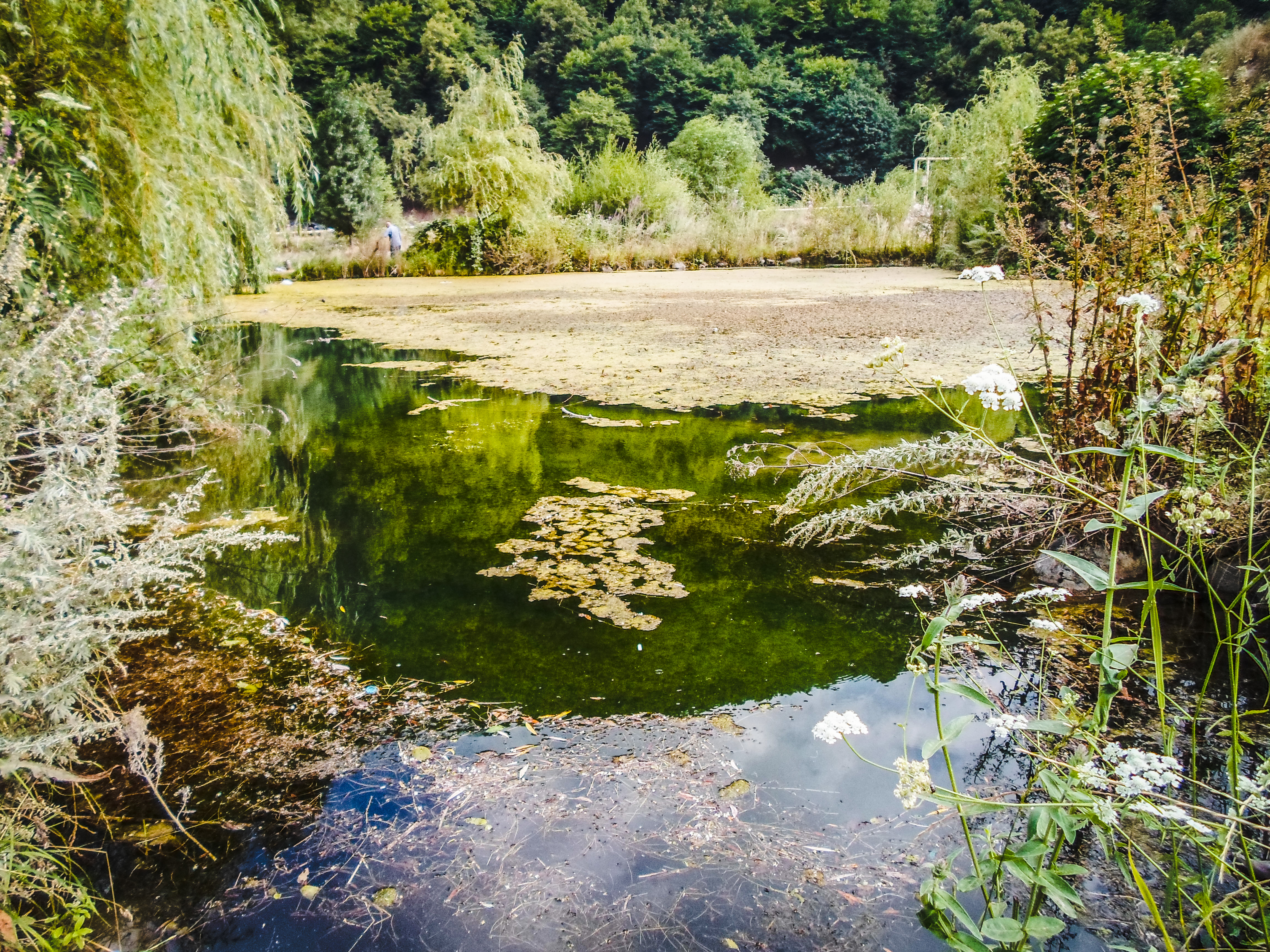
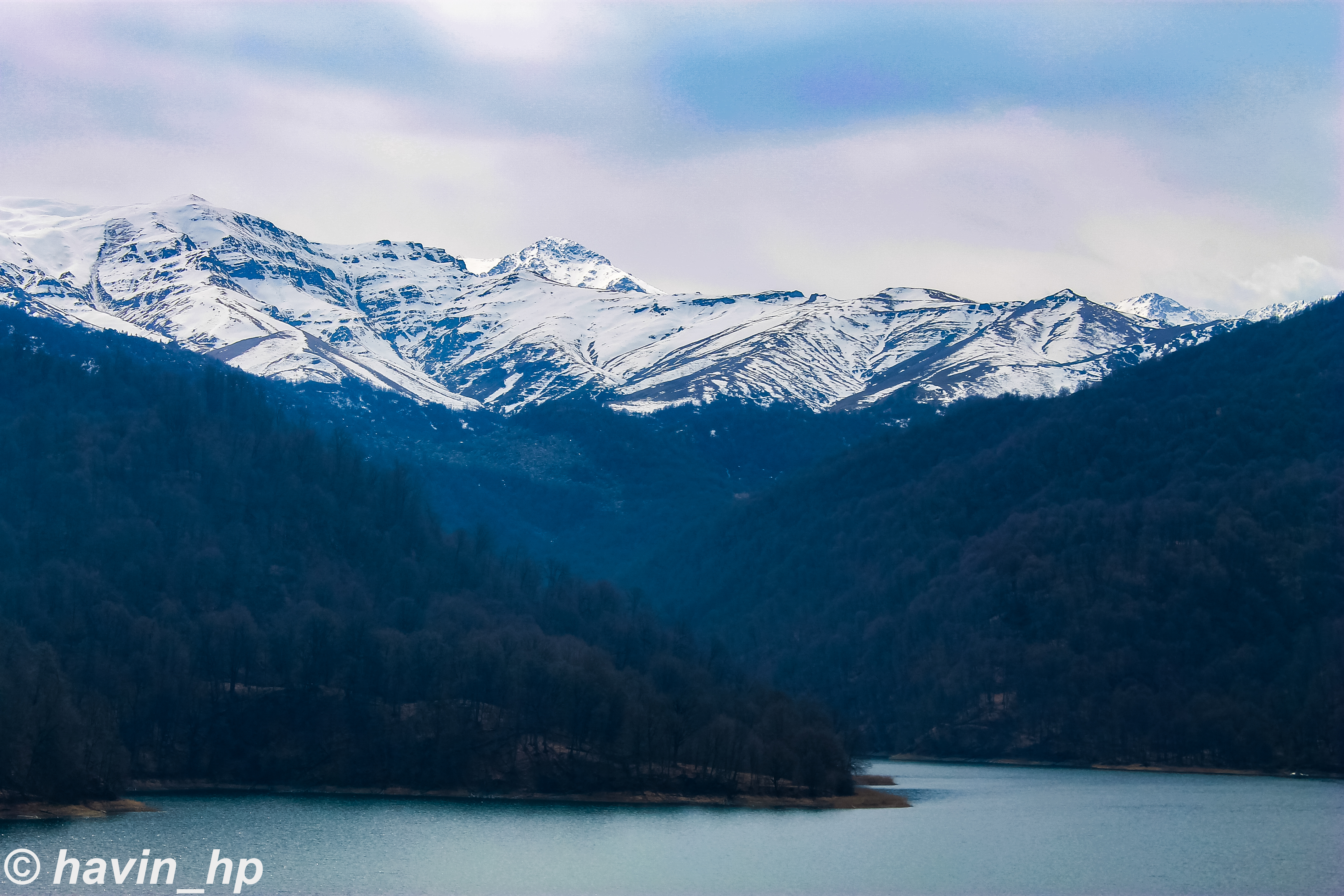
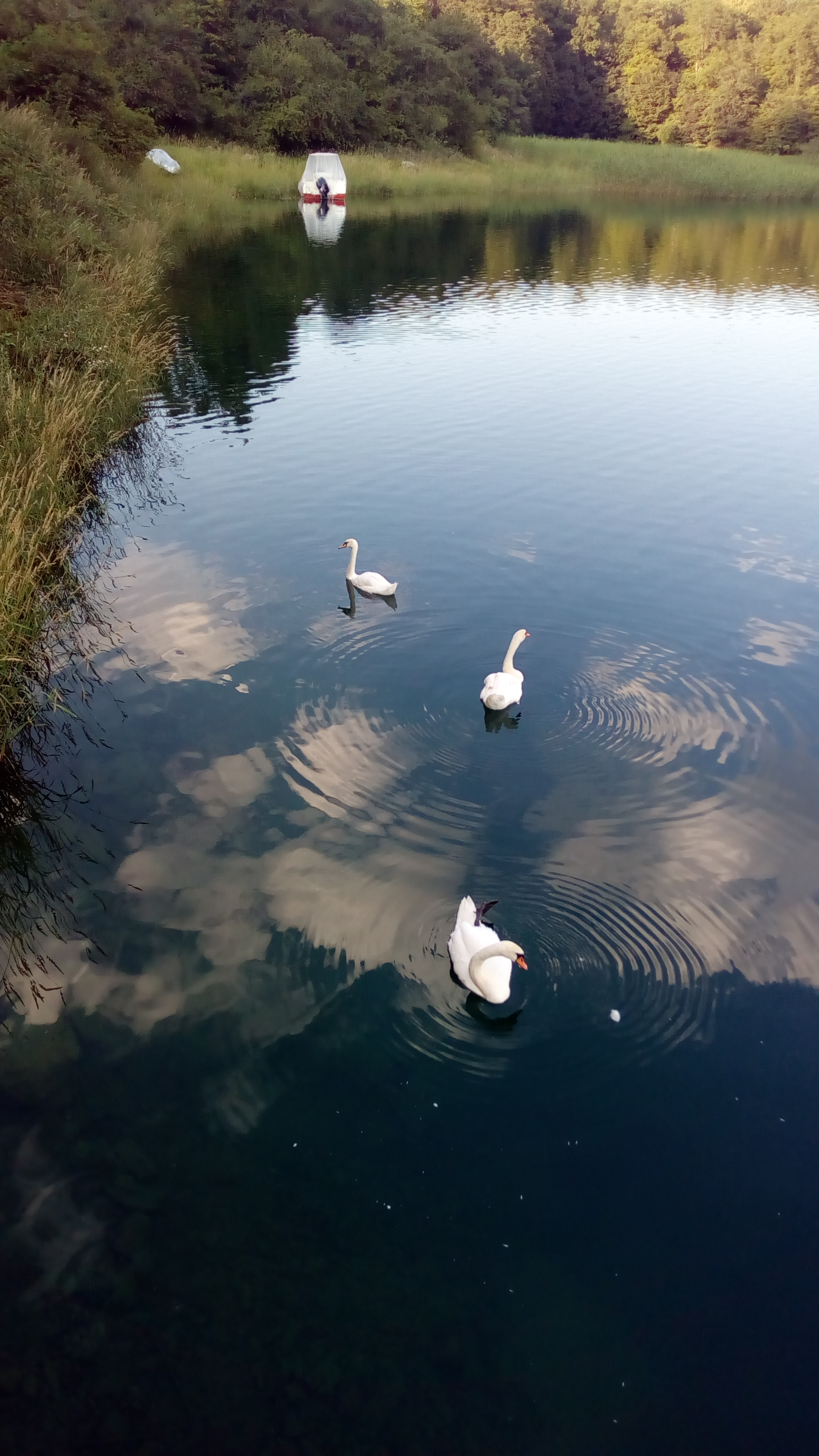
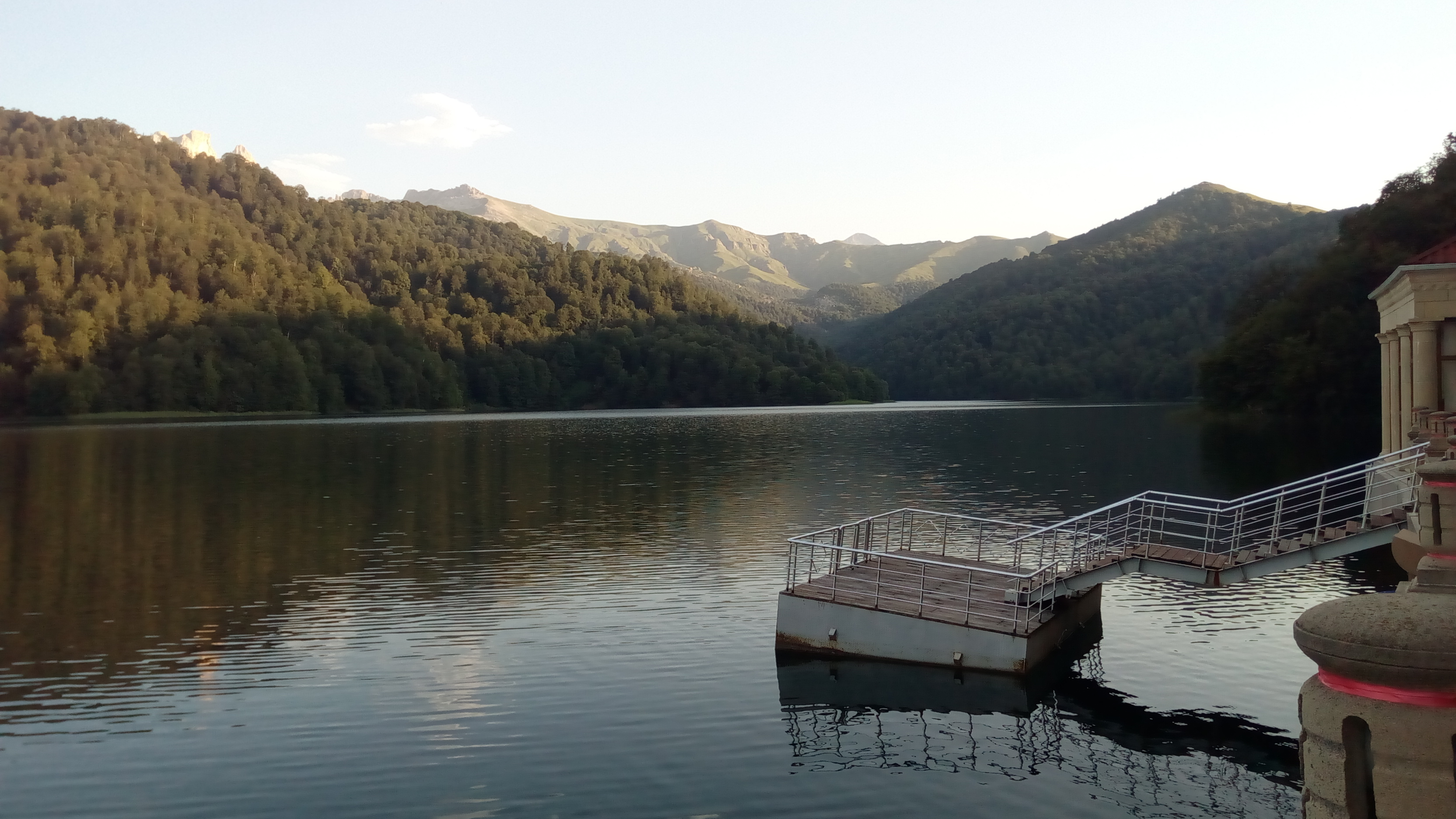
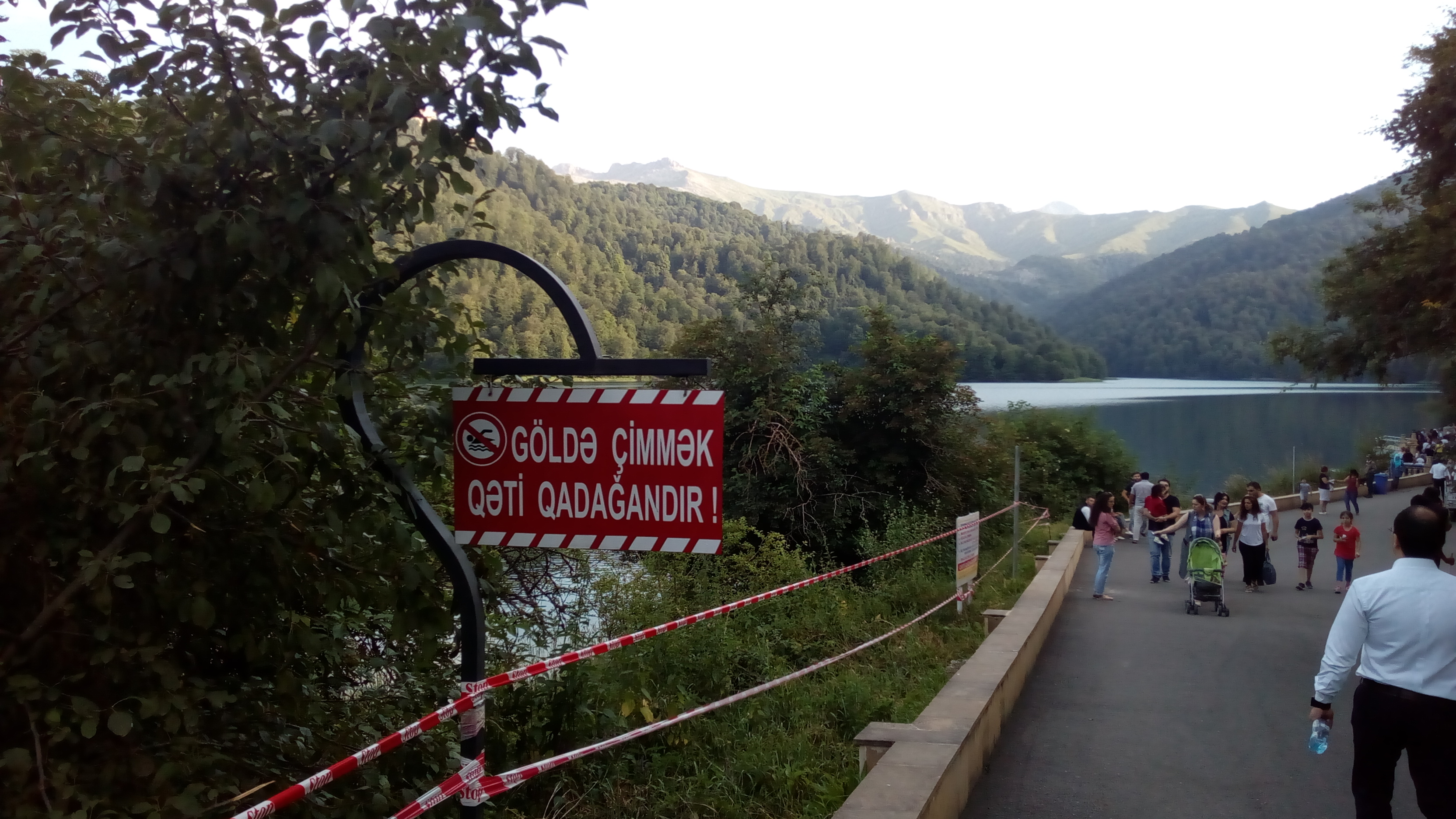
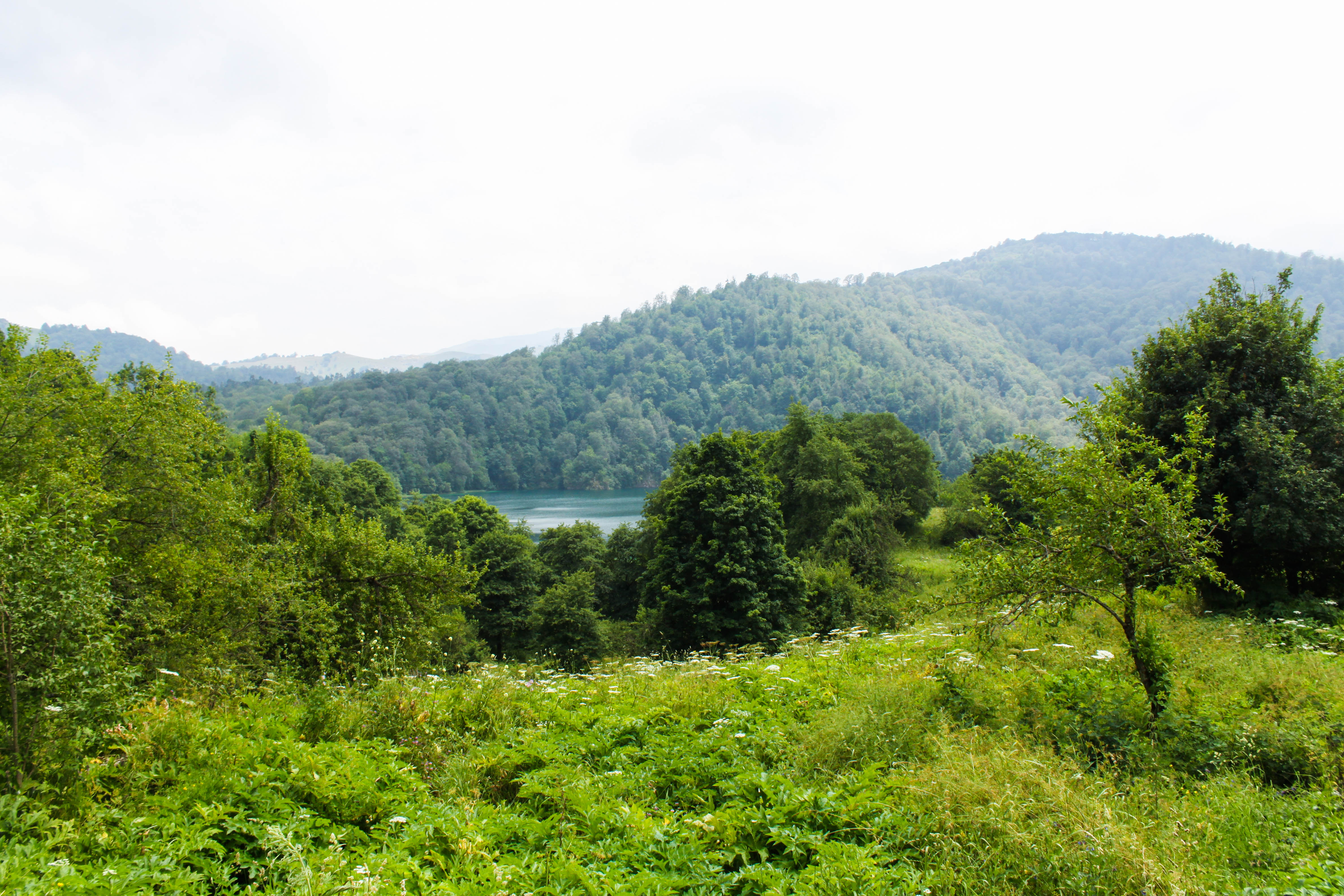
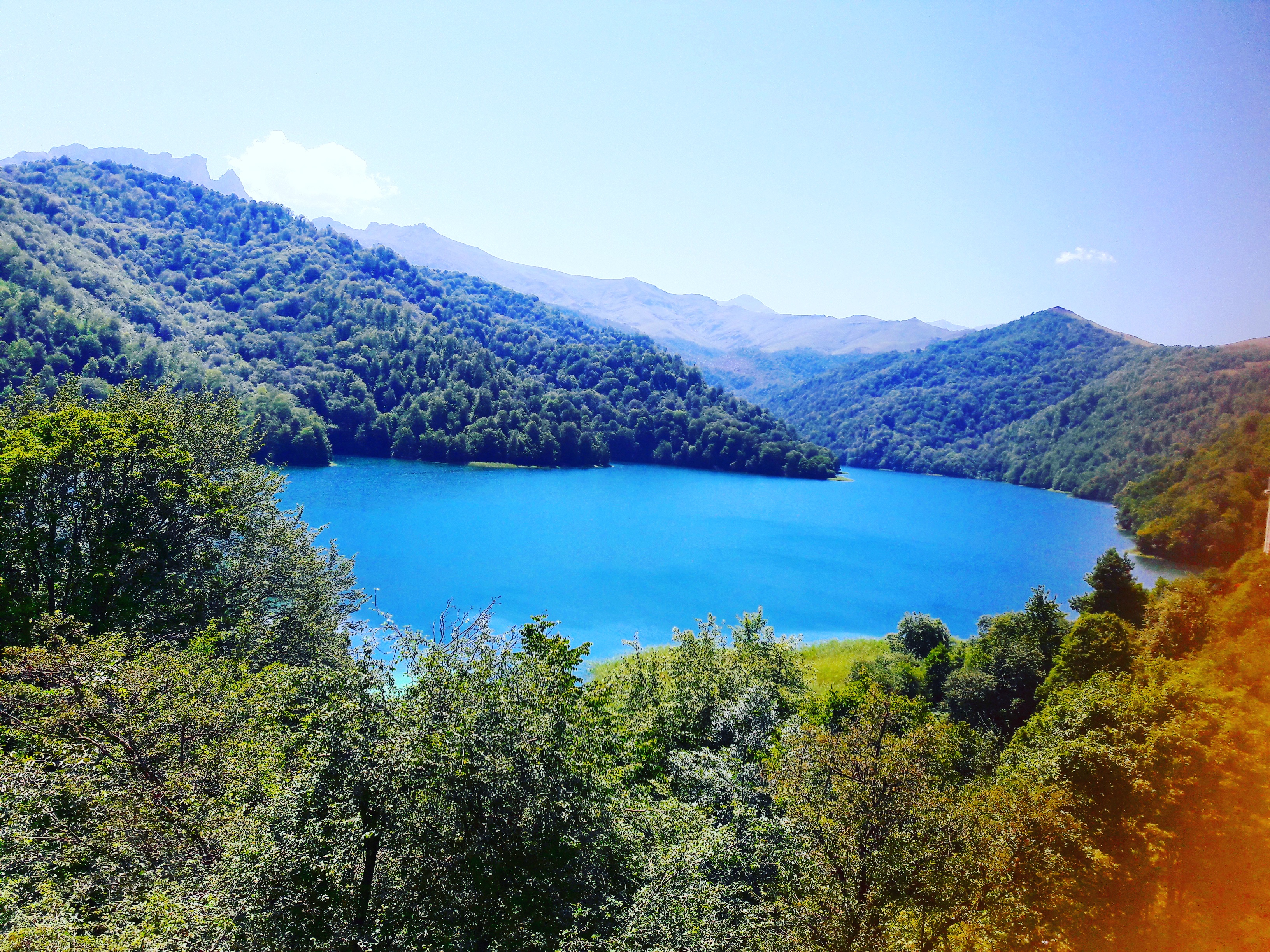
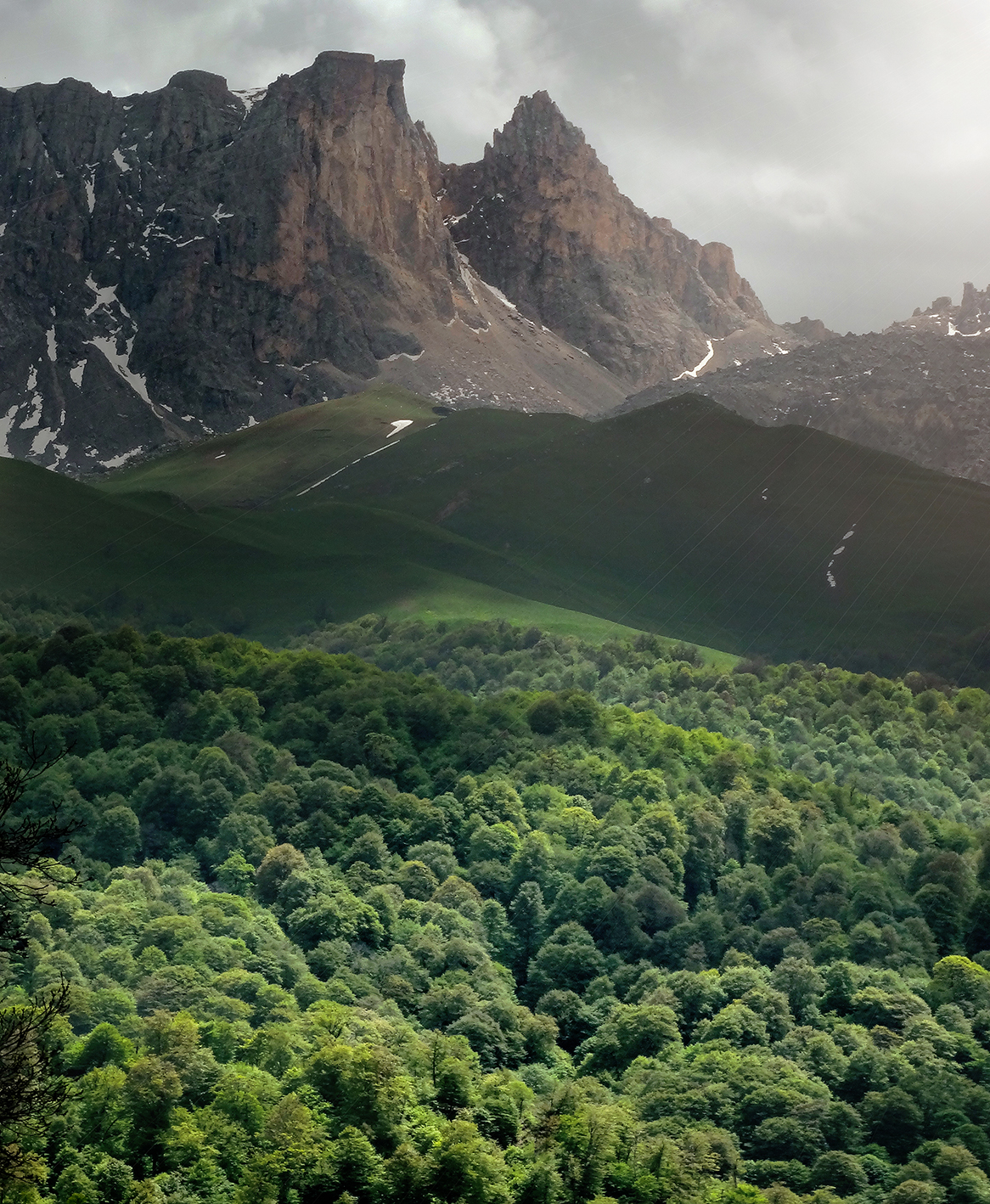
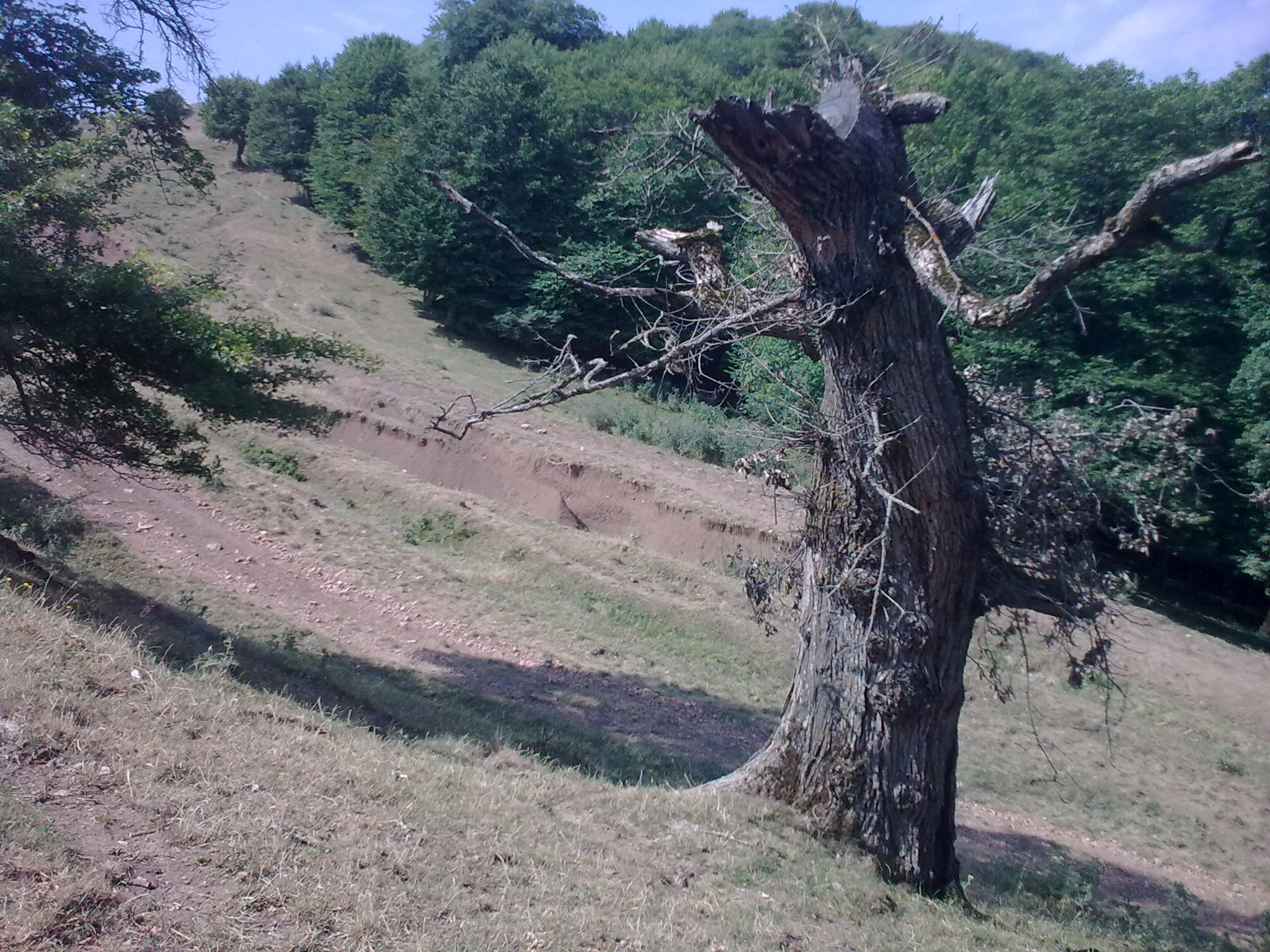
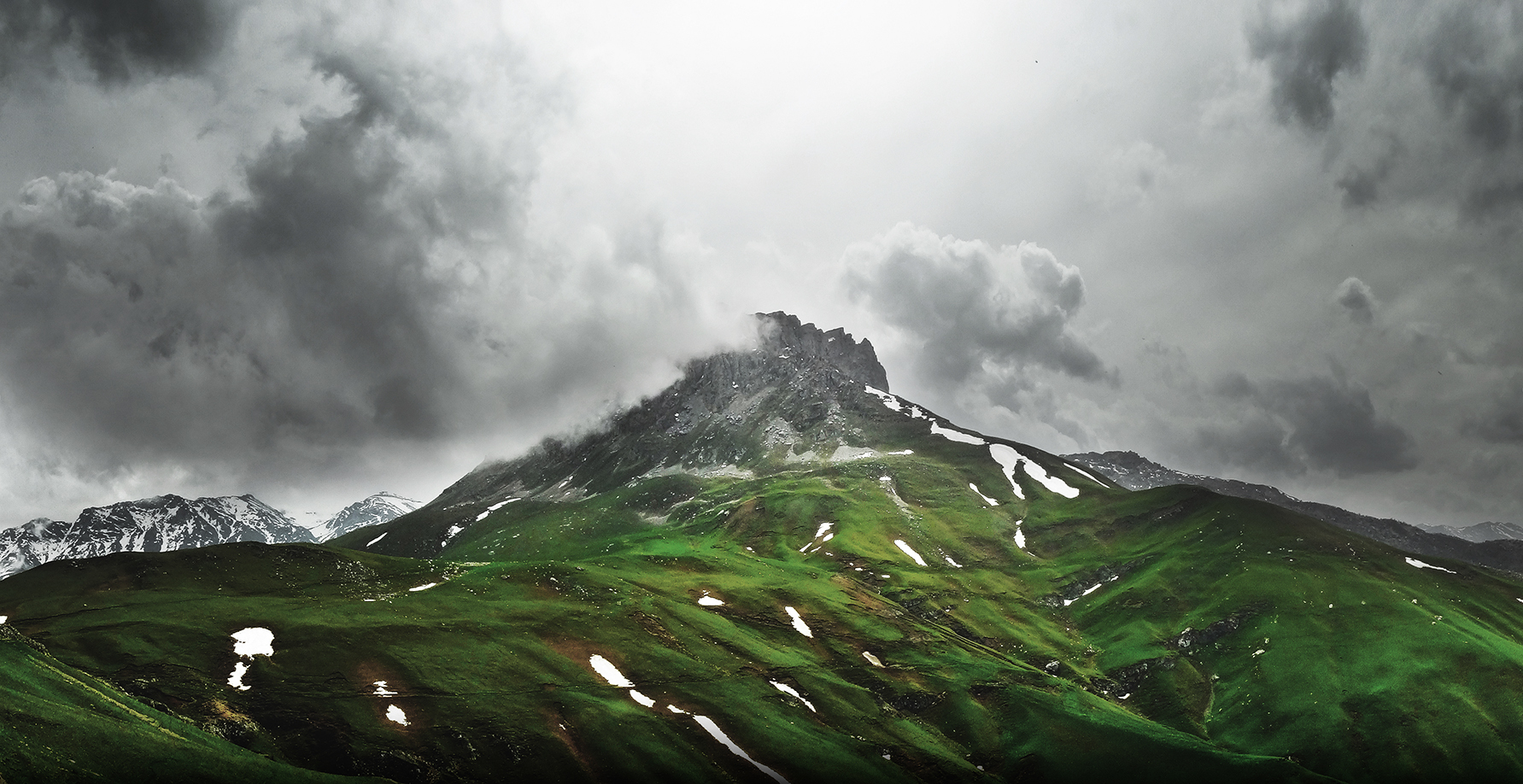
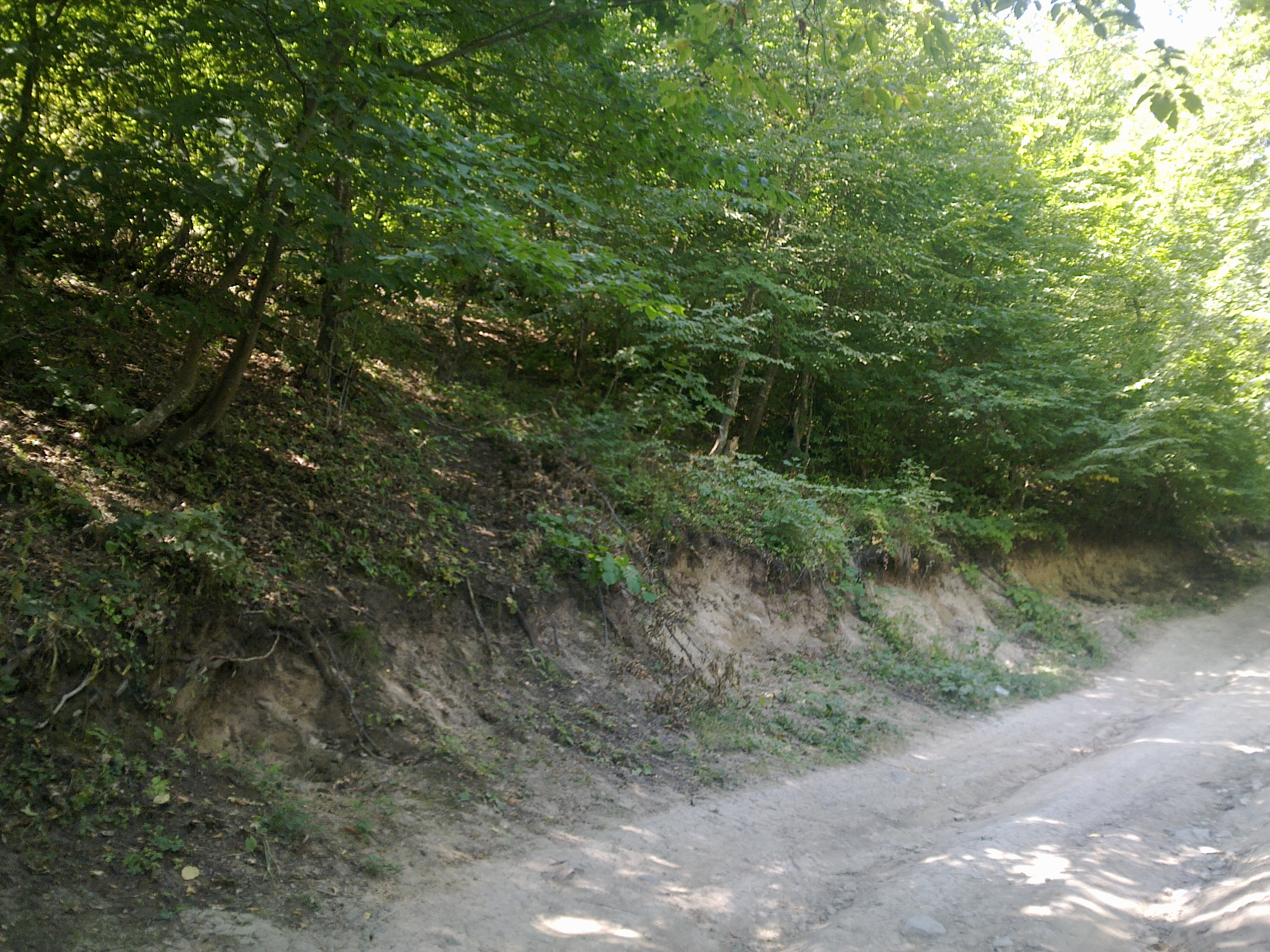